# Episodi de L'ispettore Barnaby (terza stagione)
La terza stagione del telefilm L'ispettore Barnaby è andata in onda nel Regno Unito dal 30 dicembre 1999 al 5 febbraio 2000 sul network ITV.
| nº | Titolo originale    | Titolo italiano          | Prima TV UK      | Prima TV Italia |
| -- | ------------------- | ------------------------ | ---------------- | --------------- |
| 1  | Death of a Stranger | Morte di uno sconosciuto | 30 dicembre 1999 |                 |
| 2  | Blue Herrings       | Morti sospette           | 22 gennaio 2000  |                 |
| 3  | Judgment Day        | Il giorno del giudizio   | 29 gennaio 2000  |                 |
| 4  | Beyond the Grave    | Oltre la tomba           | 5 febbraio 2000  |                 |

## Morte di uno sconosciuto
- Titolo originale: Death of a Stranger
- Diretto da: Moira Armstrong
- Scritto da: Douglas Watkinson
- Guest Star: Richard Johnson (James Fitzroy)

Un vagabondo viene ucciso nei boschi vicino al villaggio di Upper Marshwood e il sovrintendente Ronald Pringle, da poco arrivato, è convinto  sia stato un giovane bracconiere locale, arrestandolo e chiudendo il caso. Ma Barnaby non è d'accordo, e i suoi sospetti sono giusti, dal momento che anche il padre del sospettato viene trovato morto. Deve esserci un collegamento: e mentre il caso viene riaperto, fra battute di caccia e party dell'alta società, la verità che salterà fuori sarà tutt'altra.

## Morti sospette
- Titolo originale: Blue Herrings
- Diretto da: Peter Smith
- Scritto da: Hugh Whitemore
- Guest star: Phyllis Calvert (Alice Bly), Nigel Davenport (William Smithers), Geoffrey Bayldon (Arthur Prewitt)

Barnaby è in vacanza e ne approfitta per andare a trovare l'anziana zia Alice nella casa di riposo di Lawnside, ad Aspern Tallow. La zia gli racconta che un anziano residente è morto nella notte, ma non è convinta che si sia trattato di un problema cardiaco come si dice in giro. Barnaby all'inizio pensa che sia solo una suggestione della zia, ma il susseguirsi di altre morti lo convince che qualcosa di strano stia succedendo, e incomincia ad indagare con il sergente Troy. I sospetti cadono su un medico, il dottor Clive Warnford e sulla direttrice della residenza.

## Il giorno del giudizio
- Titolo originale: Judgment Day
- Diretto da: Jeremy Silberston
- Scritto da: Anthony Horowitz
- Guest Star: Timothy West (Marcus Devere), Moray Watson (Edward Allardice), Orlando Bloom (Peter Drinkwater)

Gli abitanti di Midsomer Mallow sono impegnati a partecipare ad una competizione per la nomina del "villaggio perfetto". Ma Peter Drinkwater, ladruncolo e donnaiolo del paese, viene trovato ucciso con un forcone nel petto. Sono del tutto inutili gli sforzi degli abitanti affinché il reato non rovini il grande giorno in cui verranno i giudici. Barnaby indaga cercando di non creare ulteriori problemi, anche perché Joyce fa parte della giuria,  ma altre morti violente complicano lo scenario.

## Oltre la tomba
- Titolo originale: Beyond the Grave
- Diretto da: Peter Cregeen
- Scritto da: Douglas Livingstone

Lo squarcio di un dipinto del diciassettesimo secolo esposto al museo di Aspern Tallow sembra essere il primo di una serie di manifestazioni paranormali. Si tratta del tentativo di qualcuno di comunicare dall'aldilà, o molto più semplicemente di un atto vandalico? L'ispettore Barnaby e il sergente Troy hanno idee divergenti su questo caso.